# Album al numero uno in Finlandia (2014)
Questa è la lista degli album al numero uno in Finlandia nel 2014 secondo la Suomen virallinen lista.

## Classifica
| Suomen virallinen albumilista | Suomen virallinen albumilista                   | Suomen virallinen albumilista           | Suomen virallinen albumilista |
| Settimana                     | Album                                           | Artista                                 | Nota                          |
| ----------------------------- | ----------------------------------------------- | --------------------------------------- | ----------------------------- |
| Settimana 1                   | Vain Elämää - Kausi 2                           | Artisti vari                            | [ 1 ]                         |
| Settimana 2                   | Boom Kah                                        | Robin                                   | [ 2 ]                         |
| Settimana 3                   | High Hopes                                      | Bruce Springsteen                       | [ 3 ]                         |
| Settimana 4                   | High Hopes                                      | Bruce Springsteen                       | [ 4 ]                         |
| Settimana 5                   | High Hopes                                      | Bruce Springsteen                       | [ 5 ]                         |
| Settimana 6                   | Terminal 2                                      | Scandinavian Music Group                | [ 6 ]                         |
| Settimana 7                   | SLK                                             | Stam1na                                 | [ 7 ]                         |
| Settimana 8                   | Boom Kah                                        | Robin                                   | [ 8 ]                         |
| Settimana 9                   | Elefantti                                       | Happoradio                              | [ 9 ]                         |
| Settimana 10                  | Voitolla yöhön                                  | JVG                                     | [ 10 ]                        |
| Settimana 11                  | Voitolla yöhön                                  | JVG                                     | [ 11 ]                        |
| Settimana 12                  | Boombox                                         | Robin                                   | [ 12 ]                        |
| Settimana 13                  | Boombox                                         | Robin                                   | [ 13 ]                        |
| Settimana 14                  | Pariah's Child                                  | Sonata Arctica                          | [ 14 ]                        |
| Settimana 15                  | Nyt kolisee                                     | Artisti vari                            | [ 15 ]                        |
| Settimana 16                  | Music Inspired by the Life and Times of Scrooge | Tuomas Holopainen                       | [ 16 ]                        |
| Settimana 17                  | Kuka sen opettaa                                | Kaija Koo                               | [ 17 ]                        |
| Settimana 18                  | Kuka sen opettaa                                | Kaija Koo                               | [ 18 ]                        |
| Settimana 19                  | Panosvyö                                        | Viikate                                 | [ 19 ]                        |
| Settimana 20                  | Pepe & Saimaa                                   | Pepe Willberg                           | [ 20 ]                        |
| Settimana 21                  | Ghost Stories                                   | Coldplay                                | [ 21 ]                        |
| Settimana 22                  | Ghost Stories                                   | Coldplay                                | [ 22 ]                        |
| Settimana 23                  | Wunderboy                                       | Justimus                                | [ 23 ]                        |
| Settimana 24                  | Janna                                           | Janna                                   | [ 24 ]                        |
| Settimana 25                  | Ultraviolence                                   | Lana Del Rey                            | [ 25 ]                        |
| Settimana 26                  | Once More 'Round the Sun                        | Mastodon                                | [ 26 ]                        |
| Settimana 27                  | X                                               | Ed Sheeran                              | [ 27 ]                        |
| Settimana 28                  | Pepe & Saimaa                                   | Pepe Willberg                           | [ 28 ]                        |
| Settimana 29                  | Redeemer of Souls                               | Judas Priest                            | [ 29 ]                        |
| Settimana 30                  | Boombox                                         | Robin                                   | [ 30 ]                        |
| Settimana 31                  | The Voice Kesähitti 2014                        | Artisti vari                            | [ 31 ]                        |
| Settimana 32                  | Menetetyt                                       | Mnttt                                   | [ 32 ]                        |
| Settimana 33                  | When The Cellar Children See The Light Of Day   | Mirel Wagner                            | [ 33 ]                        |
| Settimana 34                  | Blind Rage                                      | Accept                                  | [ 34 ]                        |
| Settimana 35                  | Pale Communion                                  | Opeth                                   | [ 35 ]                        |
| Settimana 36                  | Vain rakkaus                                    | Amadeus Lundberg e Riku Niemi Orchestra | [ 36 ]                        |
| Settimana 37                  | Siren Charms                                    | In Flames                               | [ 37 ]                        |
| Settimana 38                  | Hehkuva rauta                                   | Elonkerjuu                              | [ 38 ]                        |
| Settimana 39                  | Jealous Gods                                    | Poets of the Fall                       | [ 39 ]                        |
| Settimana 40                  | 16                                              | Robin                                   | [ 40 ]                        |
| Settimana 41                  | Kiitos ei ole kirosana                          | Haloo Helsinki                          | [ 41 ]                        |
| Settimana 42                  | Kiitos ei ole kirosana                          | Haloo Helsinki                          | [ 42 ]                        |
| Settimana 43                  | Hyvässä ja pahassa                              | Yö                                      | [ 43 ]                        |